# Gmina Rybczewice
Die Gmina Rybczewice ist eine Landgemeinde im Powiat Świdnicki der Woiwodschaft Lublin in Polen. Ihr Sitz ist das gleichnamige Dorf mit etwa 840 Einwohnern.

## Gliederung
Zur Landgemeinde Rybczewice gehören folgende 15 Ortschaften mit einem Schulzenamt:
Bazar
Choiny
Częstoborowice
Izdebno
Izdebno-Kolonia
Pilaszkowice Drugie
Pilaszkowice Pierwsze
Podizdebno
Rybczewice
Rybczewice Pierwsze
Stryjno Pierwsze
Stryjno Drugie
Stryjno-Kolonia
Wygnanowice
Zygmuntów
Ein weiterer Ort der Gemeinde ist Karczew.

## Söhne und Töchter der Gemeinde
- Teresa Liszcz (* 1945 in Choiny), polnische Politikerin und Verfassungsrichterin